# Андрейчин, Михаил Антонович
Михаил Антонович Андрейчин (род. 22 февраля 1940, в Тернопольской области) — советский и украинский учёный-инфекционист и эпидемиолог, академик Национальной Академии медицинских наук Украины (членкор 2007). Доктор медицинских наук (1981), профессор (1983). Заслуженный деятель науки и техники Украины (1995).

## Биография
Родился в с. Веселовка Тернопольской области (ныне не существует, территория Тернопольского района).
Окончил Тернопольский медицинский институт (1963) — ныне Тернопольский государственный медицинский университет имени И. Я. Горбачевского. Работал врачом-терапевтом
С 1966 г. — в альма-матер, с 1981 г. заведующий кафедрой инфекционных болезней с эпидемиологией, кожными и венерическими болезнями, а с 1983 по 2004 г. также являлся проректором по научной работе. Стал первым академиком этого вуза.
С 1998 г. председатель Ассоциации инфекционистов Украины.
Академик-основатель АНВШ Украины (1992). Член Нью-Йоркской АН (1995).
Главный редактор журнала «Инфекционные болезни», член редколлегий ряда других журналов.
Входит в правление Всеукраинской ассоциации инфекционного контроля и антимикробной резистентности.
Член Европейского общества по химиотерапии инфекционных болезней (1996).
Врач-инфекционист высшей категории.
Подготовил 14 докторов и 33 кандидата наук.
Награды: серебряная медаль ВДНХ (1989), награда Ярослава Мудрого АН высшей школы Украины (1997), премия Национальной Академии медицинских наук Украины (2013), орден Архистратига Михаила, медаль Агапита Печерского Ассоциации инфекционистов Украины «За вклад в борьбу с инфекционными болезнями», медаль «Ветеран труда», Почетные грамоты Верховной Рады Украины, Кабинета Министров Украины и Министерства здравоохранения.
Почетный профессор Харьковского НИИ микробиологии и иммунологии им. И. И. Мечникова.